# Пирсинг
Пирсинг (енгл. piercing) или бушење тела је вид боди арта, који се састоји у бушењу коже ради уграђивања украсних предмета. Поред тетовирања, почетком 21. века популаран као модни детаљ или накит.

## Употреба
Код неких племена поступак бушења коже и украшавања имају и религијски смисао, штите од злих духова и сл. Пирсинг као мода, пре свега код младих, појавио се на Западу крајем 20. века. Метални предмети у виду шипки, прстенова и других сличних облика се убацују у избушену кожу. 
Пирсинг се примењује на разним деловима тела као што су обрве, уши, ноздрве, усне, језик, брадавице на грудима, пупак, полни органи. Постоји посебан накит за пирсинг. Називи пирсинга се дају у зависности од места на ком се налазе.

## Здравље
У принципу, пирсинг свих делова осим уха ради се искључиво у посебним радњама за пирсинг. Хигијена мора да буде на високом нивоу, особа која изводи пирсинг има рукавице и инструменти би требало да буду стерилни. Кожа на месту предвиђеном за пирсинг хвата се и повлачи од тела инструментом у виду маказа са затупљеним врхом, и тада се иглом врши бушење.